# Conferencia Pugwash

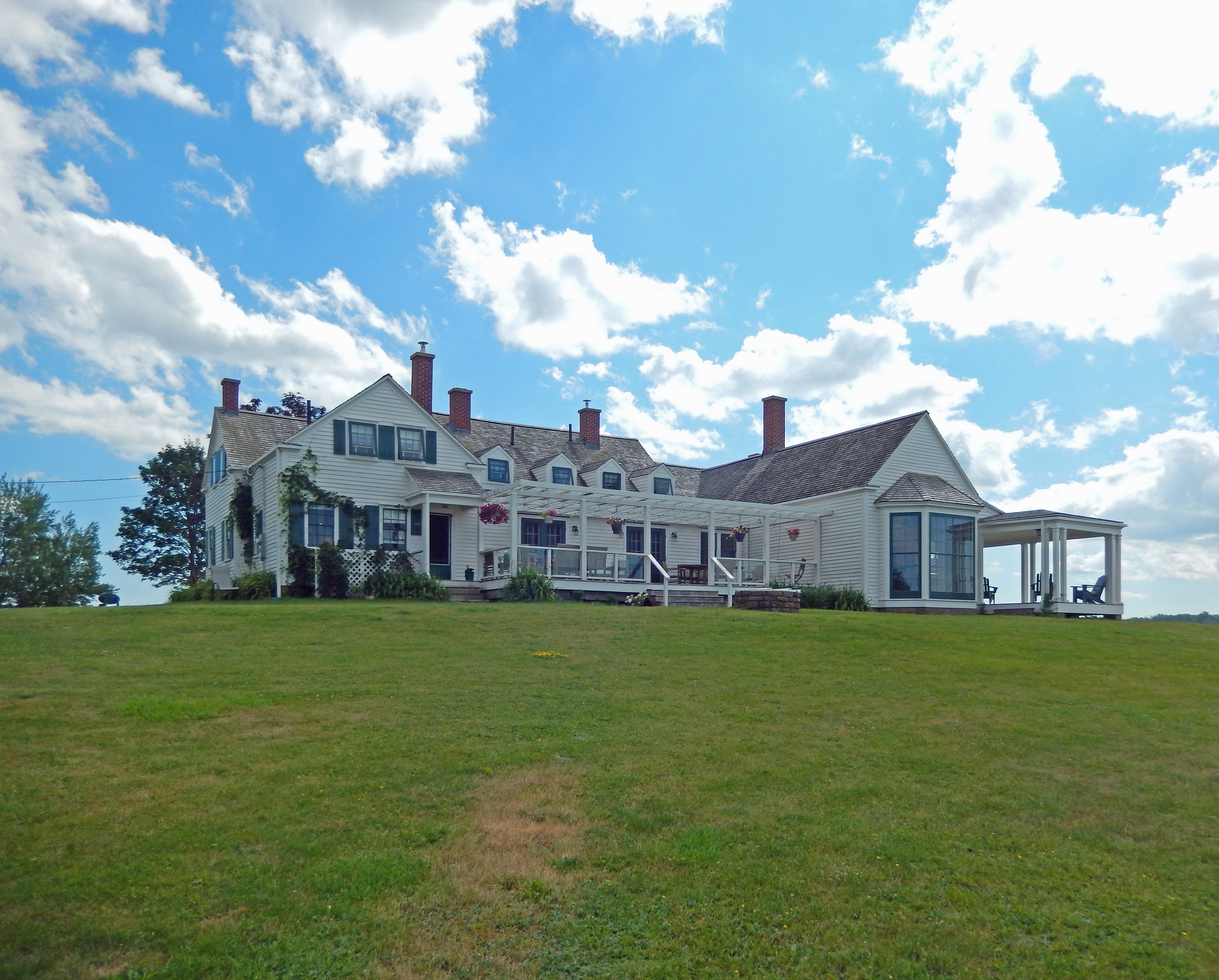
Casa de campo de Thinkers' Lodge en Pugwash, sede de la primera conferencia en 1957

Se conoce como conferencia Pugwash o conferencia de Pugwash a cada una de las conferencias internacionales sobre ciencia y asuntos mundiales creadas a sugerencia de una serie de científicos, filósofos y humanistas, entre los que se contaban Albert Einstein, Frédéric Joliot-Curie y Bertrand Russell. La primera de ellas tuvo lugar en julio de 1957 en la residencia particular del filántropo estadounidense Cyrus Eaton en el pueblo de Pugwash, en Nueva Escocia, Canadá, de donde reciben su nombre genérico. Posteriormente se han ido celebrando en muchos otros lugares.
Józef Rotblat, físico nuclear británico de origen polaco, organizador de la conferencia inaugural y primer secretario general del comité encargado de las siguientes reuniones, recibiría el Premio Nobel de la Paz en 1995 en reconocimiento a su labor.  
Las Conferencias Pugwash tienen como fin la discusión de asuntos tales como el desarme nuclear y la responsabilidad social del científico en temas como el crecimiento demográfico, el deterioro medioambiental y el desarrollo económico del planeta. En su momento, estas conferencias desempeñaron un papel muy importante en el desarrollo y la firma de los tratados de no proliferación de armas nucleares.
La Organización Pugwash, fundada en Londres, Inglaterra, se dedica actualmente a convocar estas conferencias.
Rotblat y la Conferencia Pugwash ganaron conjuntamente el Premio Nobel de la Paz en 1995 por sus esfuerzos en favor del desarme nuclear. Los grupos de estudiantes internacionales/jóvenes Pugwash han existido desde la muerte del fundador Cyrus Eaton en 1979.

## Origen
La primera de las Conferencias Pugwash tuvo lugar en julio de 1957 en Canadá. Participaron los veintidós científicos siguientes:
- 7 de los Estados Unidos de América: David F. Cavers, Paul Doty, Hermann Joseph Muller, Eugene Rabinowitch, Walter Selove, Leó Szilárd y Victor F. Weisskopf
- 3 de la URSS: Alexander M. Kuzin, Dmitri V. Skobeltzyn y Alexander V. Topchiev
- 3 de Japón: Iwao Ogawa, Shinichiro Tomonaga y Hideki Yukawa
- 2 del Reino Unido: Cecil Frank Powell y Joseph Rotblat
- 2 de Canadá: George Brock Chisholm y John S. Foster
- 1 de Australia: Mark L. E. Oliphant
- 1 de Austria: Hans Thirring
- 1 de la China: Chou Pei-Yuan
- 1 de Francia: Antoine M. B. Lacassagne
- y 1 de Polonia: Marian Danysz.

## Estructura organizativa

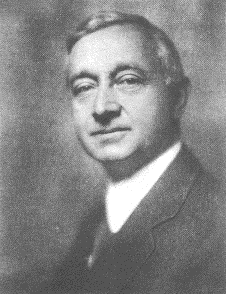
Cyrus Eaton, financiador de las Conferencias Pugwash

El "objetivo principal de Pugwash es la eliminación de todas las armas de destrucción masiva (nucleares, químicas y biológicas) y de la guerra como institución social para resolver disputas internacionales. En este sentido, la resolución pacífica de los conflictos a través del diálogo y el entendimiento mutuo es una parte esencial de las actividades de Pugwash, que es particularmente relevante cuando y donde las armas nucleares y otras armas de destrucción masiva son desplegadas o podrían ser utilizadas" 
"Las diversas actividades de Pugwash (conferencias generales, talleres, grupos de estudio, consultas y proyectos especiales) proporcionan un canal de comunicación entre científicos, académicos y personas con experiencia en el gobierno, la diplomacia y el ejército para la discusión y el análisis en profundidad de los problemas y las oportunidades en la intersección de la ciencia y los asuntos mundiales.  Para garantizar un intercambio de opiniones libre y franco, que propicie la aparición de ideas originales y una comunicación eficaz entre gobiernos, países y grupos diferentes o antagónicos, las reuniones de Pugwash se celebran, por regla general, en privado.  Este es el principal modus operandi de Pugwash.  Además de influir en los gobiernos mediante la transmisión de los resultados de estos debates y reuniones, Pugwash también puede tratar de influir en la comunidad científica y en la opinión pública mediante la celebración de tipos especiales de reuniones y a través de sus publicaciones".
Entre sus directivos se encuentran el presidente y el secretario general. La gobernanza formal corre a cargo del Consejo de Pugwash, que tiene una duración de cinco años. También hay un comité ejecutivo que asiste al secretario general. [Jayantha Dhanapala es el actual presidente. Paolo Cotta-Ramusino es el actual secretario general.
Las cuatro oficinas de Pugwash, en Roma (secretaría internacional), Londres, Ginebra y Washington D. C., proporcionan apoyo a las actividades de Pugwash y sirven de enlace con las Naciones Unidas y otras organizaciones internacionales.
Hay aproximadamente cincuenta grupos Pugwash nacionales, organizados como entidades independientes y a menudo apoyados o administrados por academias nacionales de ciencias.
El grupo Internacional de Estudiantes/Jóvenes Pugwash trabaja con el grupo internacional Pugwash, pero es independiente de él.

## Secretarios Generales
- Joseph Rotblat : 1957–1973
- Bernard Feld : 1973–1978
- Martin Kaplan : 1978–1989[3]
- Francesco Calogero : 1989–1997
- George Rathjens : 1997–2002[4]
- Paolo Cotta-Ramusino : 2002–

## Presidentes de Pugwash
Hasta 2019, 13 individuos han servido como presidentes de las Conferencias Pugwash.
- Earl (Bertrand) Russell, Premio Nobel de Literatura 1950, fundador del movimiento, fue su cabeza natural en sus primeros años. El cargo formal de la presidencia se estableció en la Conferencia Quinquenal de Ronneby, en 1967. La función del presidente era "presidir las Conferencias Anuales de Pugwash y, además, entre las Conferencias, ofrecer su consejo y asesoramiento a los miembros del Comité Permanente y al Secretario General, y así ayudarles en la ejecución de las actividades del Movimiento".
- Sir John Cockcroft, ganador conjunto del Premio Nobel de Física de 1951 por su trabajo pionero en la transmutación de núcleos atómicos mediante partículas atómicas aceleradas artificialmente, fue elegido como primer presidente en 1967, aunque murió repentinamente diez días después.
- Lord Florey, que compartió el Premio Nobel de Fisiología o Medicina de 1945 por la extracción de la penicilina, fue entonces invitado a ser presidente, aunque también murió a las pocas semanas. En ese momento, el Comité de Continuidad decidió tener una presidencia rotativa por un período de un año, para que ese cargo fuera ocupado por una persona distinguida en el país donde se celebrara la conferencia anual cada año.
- Francis Perrin (1968), físico, había trabajado con el equipo de Frederic Joliot para establecer en 1939 la posibilidad de reacciones nucleares en cadena y la producción de energía nuclear.
- Mikhail Millionshchikov (1969), eminente físico que más tarde fue elegido presidente del Parlamento ruso.
- Eugene Rabinowitch (1970), biofísico estadounidense que trabajó en el Proyecto Manhattan y fue coautor con Leo Szilard del Informe Franck y cofundador en 1945 del Bulletin of the Atomic Scientists. En septiembre de 1970, el Comité de Continuidad volvió a la idea inicial de un cargo permanente de presidente, con un mandato de cinco años.
- Hannes Alfvén (1970-1975), galardonado con el Nobel de Física de 1970 por su teoría de la magnetohidrodinámica.
- Dorothy Crowfoot Hodgkin (1976-1988), galardonada con el Premio Nobel de Química de 1964 por sus determinaciones mediante técnicas de rayos X de las estructuras de importantes sustancias bioquímicas.[6]
- Sir Joseph Rotblat (1988-1997), físico, uno de los fundadores del Movimiento Pugwash, co-receptor del Premio Nobel de la Paz 1995.
- Sir Michael Atiyah (1997-2002), matemático, recibió la Medalla Fields de 1966, por su trabajo en el desarrollo de la teoría K.
- Prof. M.S. Swaminathan (2002-2007), científico agrario, uno de los pioneros de la Revolución Verde y galardonado con el Premio Mundial de Alimentación y el Premio Gandhi de la UNESCO.
- Embajador Jayantha Dhanapla (2007-2017), ex secretario general adjunto de Asuntos de Desarme de las Naciones Unidas (1998-2003), y exembajador de Sri Lanka en Estados Unidos (1995-97) y en la Oficina de la ONU en Ginebra (1984-87)
- Embajador Sergio Duarte (2017-), exsubsecretario de Asuntos de Desarme de la ONU y diplomático de carrera jubilado de Brasil[7]

## Contribuciones a la seguridad internacional

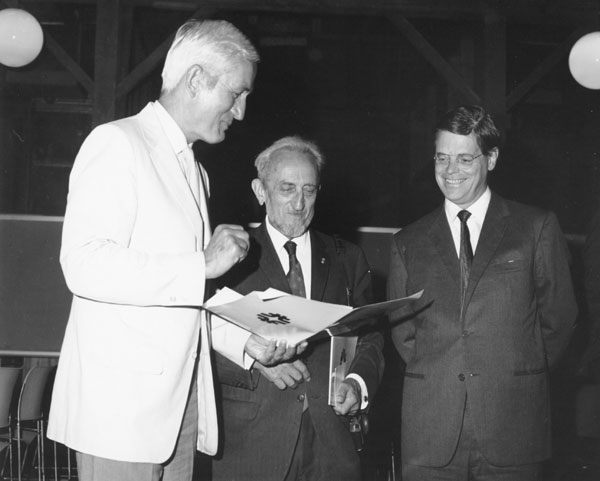
Encuentro y visita de Pugwash en el Laboratorio Nacional de Aceleración, ahora Fermilab, 12 de septiembre de 1970, de izquierda a derecha: Norman Ramsey, Francis Perrin, Robert R. Wilson

Los primeros quince años de Pugwash coincidieron con la Crisis de Berlín, la Crisis de los misiles de Cuba, la invasión de Checoslovaquia por el Pacto de Varsovia y la guerra de Vietnam. Pugwash desempeñó un papel útil en la apertura de canales de comunicación durante una época en la que las relaciones oficiales y extraoficiales eran muy limitadas. Proporcionó un trabajo de fondo para el Tratado de prohibición parcial de ensayos nucleares (1963), el Tratado de No Proliferación Nuclear (1968), el Tratado sobre Misiles Antibalísticos (1972), la Convención sobre Armas Biológicas (1972), y la Convención sobre Armas Químicas (1993). El ex Secretario de Defensa de EE. UU. Robert McNamara ha atribuido a una iniciativa de Pugwash en el canal trasero (con el nombre en clave de PENNSYLVANIA) al haber sentado las bases para las negociaciones que pusieron fin a la guerra de Vietnam. Mijaíl Gorbachov admitió la influencia de la organización sobre él cuando era líder de la Unión Soviética. Además, se ha atribuido a Pugwash el mérito de ser una organización "transnacional" innovadora y rompedora y un ejemplo destacado de la eficacia de la diplomacia oficiosa o de segunda vía.
Durante la Guerra Fría, se afirmaba que la Conferencia Pugwash se convirtió en una conferencia de fachada para la Unión Soviética, cuyos agentes a menudo conseguían debilitar la crítica de Pugwash a la URSS y, en su lugar, se concentraban en culpar a Estados Unidos y Occidente. En 1980, el Comité Permanente Selecto de Inteligencia de la Cámara de Representantes recibió un informe en el que se afirmaba que la Conferencia Pugwash fue utilizada por los delegados soviéticos para promover la propaganda soviética. Joseph Rotblat dijo en su Conferencia de la Paz Bertrand Russell de 1998 que había unos pocos participantes en las conferencias de la Unión Soviética "que obviamente fueron enviados para impulsar la línea del partido, pero la mayoría eran científicos genuinos y se comportaron como tales".
Tras el final de la Guerra Fría, el enfoque tradicional de Pugwash para disminuir la relevancia de las armas nucleares y promover un mundo libre de armas nucleares y otras armas de destrucción masiva aborda las siguientes áreas temáticas:
- Estabilidad nuclear, desarme nuclear y no proliferación: 1. Desarme nuclear tradicional, desarme nuclear entre Estados Unidos y Rusia, armas nucleares en Europa; 2. Armas nucleares y proliferación nuclear en Oriente Medio, armas nucleares israelíes, programa nuclear iraní, propuesta de una zona de Oriente Medio libre de armas de destrucción masiva, actitudes árabes hacia las armas nucleares y la proliferación nuclear; 3. Relaciones nucleares entre India y Pakistán, efectos del acuerdo nuclear entre Estados Unidos e India; 4. Corea del Norte.
- Seguridad regional en regiones en las que existen armas nucleares o riesgos de proliferación nuclear significativos: 1. Oriente Medio -cuestiones generales, el impacto del problema palestino y su relevancia en el mundo árabe, las consecuencias de la llamada Primavera Árabe y el crecimiento de los movimientos y partidos islámicos, las relaciones árabe-iraníes, árabe-israelíes e Irán-israelíes; 2. Asia centro-sur -antagonismo tradicional entre India y Pakistán, el papel de los atentados terroristas en el empeoramiento de dicho antagonismo, las relaciones entre Estados Unidos y Pakistán en general. El papel de los movimientos radicales en Pakistán, la reconciliación y la paz en Afganistán, el diálogo con los talibanes (¿es posible y cómo debe hacerse?), las relaciones pakistaníes-afganas.

El movimiento Pugwash también se ha preocupado por las cuestiones medioambientales y, como resultado de su reunión de 1988 en Dagomys, emitió la Declaración de Dagomys sobre la Degradación del Medio Ambiente ().

## Premio Nobel de la Paz
En 1995, 50 años después del bombardeo atómico de Nagasaki e Hiroshima, y 40 años después de la firma del Manifiesto Russell-Einstein, las Conferencias Pugwash y Józef Rotblat fueron galardonados con el Premio Nobel de la Paz conjuntamente.
"por sus esfuerzos para reducir el peso de las armas nucleares en la política internacional y, a más largo plazo, para eliminar esas armas".
El comité noruego del Premio Nobel esperaba que la concesión del premio a Rotblat y Pugwash 
"animara a los líderes mundiales a intensificar sus esfuerzos por eliminar del mundo las armas nucleares".
En su discurso de aceptación, Rotblat citó una frase del Manifiesto:
"Recuerden vuestra humanidad".

## Fundación Internacional para la Ciencia
De la conferencia Pugwash de 1965 surgió una recomendación para establecer la Fundación Internacional para la Ciencia "para abordar las condiciones embrutecedoras en las que los profesores más jóvenes de las universidades de los países en desarrollo intentaban investigar". La organización otorga subvenciones a científicos principiantes en países de bajos ingresos para trabajar en biología y recursos hídricos locales.